# Habsburg–török háború (1716–18)

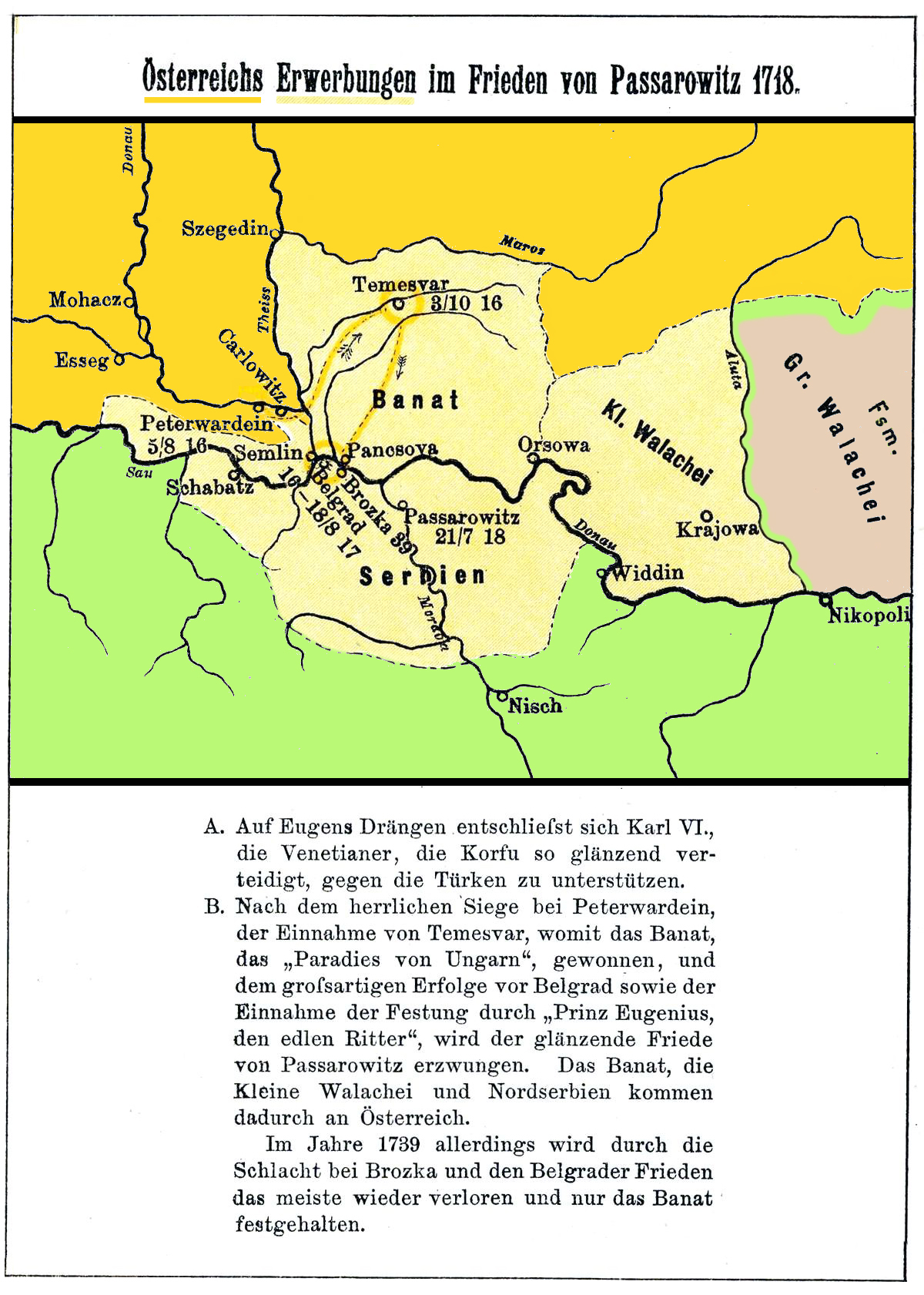
A pozsareváci békekötés császári–királyi nyeresége

Az 1716–18-as Habsburg–török háború vagy III. Károly első török háborúja (németül Venezianisch-Österreichischer Türkenkrieg vagy 1. Türkenkrieg Karls VI.) célja a hódoltsági terület teljes felszámolása volt, azaz a karlócai béke által a töröknek meghagyott Temesköz és Nándorfehérvár visszaszerzése.
Az oszmán hadsereg a 17. század végén a Temesköz kivételével kiszorult a Magyar Királyság területéről. 1716-ban újabb Habsburg–török háború kezdődött, mely 1718-ban ért véget. III. Károly (VI. Károly néven német-római császár) háborút indított az Oszmán Birodalom ellen, Velencével szövetségben. Ennek során a császári–királyi hadak a péterváradi csatában súlyos vereséget mértek a török főseregre, sikeresen bevették Temesvárt, majd elfoglalták Nándorfehérvárt. A török kiűzése óta ez volt az első alkalom, hogy a Magyar Királyság egy külső hatalommal háborúzott, a bécsi kormányzattal katonai téren is együttműködve.
Bár a háború a Habsburg seregek döntő győzelmével végződött, az 1735–1739-es orosz–osztrák–török háborúban az oszmánok visszafoglalták elveszített észak-boszniai és észak-szerbiai területeiket.

## Előzmények
A karlócai békeszerződést az Oszmán Birodalom vezetése átmenetinek tartotta. Sem politikai szempontból, sem az iszlám vallásjog szempontjából nem tartották elfogadhatónak a Magyar Királyság korábban oszmán kézen lévő részeinek feladását.
Az Oszmán Birodalom óriási emberanyag-tartalékokkal rendelkezett. Annak ellenére, hogy csapatainak felszereltsége, minősége, vezetőinek taktikai képzettsége kívánnivalót hagyott maga után, a 18. század elején több fronton is képes volt sikereket felmutatni. Baltaji Mehmed nagyvezír 1710–1711-ben vereséget mért Nagy Péter orosz orosz cár csapataira Moldvában, az orosz–török háború során. Ezt követően a hetedik török–velencei háborúban (1714–1718) az új nagyvezír, Damat Ali újból meghódította Moreát a velenceiektől 1715-ben.
Mivel a Habsburg Birodalom megújította szövetségét Velencével, válaszul a törökök 1716-ban hadat üzentek III. Károlynak.

## Hadműveletek délen

### 1716
Amikor a porta megszegte az 1699. évi karlócai békét, Károly császár és király a török elleni harcokban és a spanyol örökösödési háborúban már bizonyító hadvezérét, Savoyai Jenő herceget 60–70 ezer katonával délre küldte. Savoyai Jenő kiválóan ismerte az oszmánok harcmodorát és a dél-magyarországi terepviszonyokat. A Habsburg-ház híveként és az Udvari Haditanács vezetőjeként komoly erőket tudott a török ellen mozgósítani. A keresztény sereg alvezére Pálffy János lett. Olyan jeles hadvezérek vonultak hadba a török ellen, mint Károly Sándor württembergi herceg (Belgrád későbbi kormányzója) vagy Mercy tábornok (a Bánság későbbi katonai parancsnoka).
A császári és magyar hadak a Bács megyei Futakon gyülekeztek. Savoyai Jenő utasítására a császári hadmérnökök munkálatokba kezdtek a péterváradi erősség elavult védművein. A hadműveletek kezdetén Pálfy János gróf már 1716. augusztus 2-án, Karlócánál heves harcokat vívott a benyomuló törökökkel. Magyar részről a Pálffy-, Nádasdy- és Ebergényi-csoportok jelentős szerepet játszottak a Pétervárad alatt vívott ütközetben. A törökök keményen támadták a császári egységeket, az általuk ásott árkok helyenként 50–100 lépésnyire közelítették meg a keresztény hadak állásait. Augusztus 5-én reggel hét órakor Savoyai Jenő parancsot adott a támadásra. A küzdelmet az döntötte el, hogy a török lovascsapatok nem tudtak ellenállni a császári vérteslovasság rohamának. A péterváradi csatát aznap délre az oszmán sereg elveszítette, harmincezer török katona esett el, köztük maga Damat Ali negyvezír is. A távozó törökök hátrahagyták a felszerelésüket. Velük szemben a császári–királyi hadak mindössze 2122 halottat és 2358 sebesültet veszítettek.
Akárcsak az 1697-es zentai csatában, a jól fegyverzett, jól kiképzett, szervezett manőverekre képes nyugati típusú hadsereg stratégiai és taktikai fölényben volt az oszmán hadakkal szemben, melyek újra és újra véres vereséget szenvedtek.
A péterváradi csata után Savoyai Jenő fővezér Temesvár bevételét tűzte ki feladatul. Az ostrom biztosítását Pálffy magyar lovas egységei látták el, akik a vár felmentésére igyekvő, Belgrád térségéből érkező török felmentőcsapatot sikerrel szétverték. Temesvár ostroma 48 napig húzódott, a város nagy részét az ágyúzás elpusztította, végül Musztafa pasa, Temesvár utolsó török parancsnoka októberben letette a fegyvert.

### 1717
A következő évben, 1717-ben Savoyai Jenő a török szeme láttára szállította át a csapatait a Dunán, 70 ezer fős seregével körülzárta Belgrádot. A császári hadvezér komoly logisztikai problémával szembesült: a Duna és a Száva közötti erősség csak délről, ellenséges területen keresztül volt támadás alá vehető. A császári hadak hosszabb ideig ostromolhatták volna Belgrádot, ha augusztus 14-én a belgrádi várban nem következik be egy lőporrobbanás.
Miközben Savoyai Jenő a várat ostromolta, az új nagyvezír, Halil pasa erős felmentő serege az ő hadát kerítette be, mire a fővezér az ostromló sereg védelmére védősáncokat húzatott fel. Ha a várőrség és a oszmán főerő egyszerre támadták volna meg a hadseregét, nehéz helyzetbe került volna. De a nagyvezír belgrádi pasának szánt levelét hírnöke, Vékony János volt kuruc vitéz Pálffy János kezébe juttatta. Ebből Savoyai Jenő megtudta a támadás tervezett napját, és azt megelőzendő, 1717. augusztus 16-án teljes haderejével megtámadta a nagyvezír hadát, újból fényes győzelmet aratva. Belgrád őrsége két nappal később kapitulált, augusztus 22-én pedig elvonult.
Ezután Savoyai Jenő Szendrőt, Szabácsot és Orsovát foglalta vissza.

### 1718
1718-ban a Habsburg hadvezetés Niš és Vidin elfoglalását tűzte ki célul, de ebben az évben komolyabb összecsapásra nem került sor.
E diadalok hatására a szultán 1718. július 21-én megkötötte a pozsareváci (passarowitzi) békét, amelyben a török lemondott Belgrádról, Szerbia és Bosznia északi részéről és az Olt folyóig terjedő Kis-Oláhországról.

## Utolsó tatárjárás
1717-ben krími és dobrudzsai tatárok dúlták végig Erdélyt és a Máramarost. A támadás célja a törökök ellen hadakozó osztrák seregek figyelmének elterelése, erőik megosztása volt. A tatárok eljutottak Nagybánya közelébe, végigrabolták Szatmárt és a Szamosközt, majd Ugocsa vármegyét pusztították. Ekkor a vármegyei csapatok és a felkelt magyar, román és más etnikumú parasztcsoportok kisebb-nagyobb vereségek sorozatát mértek a hordákra. Az utolsó tatárjárást az erdélyi megyék katonasága, néhány kisebb császári alakulat és a lakosság sikerrel visszaverte: a késve felvonuló helyi erők a zsákmánnyal elvonuló hordákat Máramarosban utolérték, egy részüket szétverték, és több ezer magyar rabot kiszabadítottak.
III. Ahmed szultán kapcsolatot létesített II. Rákóczi Ferenccel, mivel az egykori fejedelem még mindig egy új felkelés kirobbantására törekedett. Rákóczinak török, tatár és román segédhadakat, valamint két és félmillió arany pénzbeli támogatást ígért, hogy emigráns kurucokból és magyarországi felkelőkből sereget szervezzen. Rákóczi Esterházy Antalt bízta meg a felkelés kirobbantásával Magyarországon. A lakosság körében Esterházy kiáltványának nem sok visszhangja volt, ekkorra a magyar főnemesség már megtalálta helyét a Habsburg Birodalomban (pl. Károlyi Sándor), míg a földművelő nép békére vágyott.

## Spanyol támadás
Kihasználva a Habsburg Birodalom lekötöttségét, a Bourbon kézben lévő Spanyol Királyság uralkodója háborút indított, hogy elfoglalja a spanyol örökösödési háborúban elvesztett itáliai birtokait. A hármas szövetség tiltakozását figyelmen kívül hagyva 1717 novemberében 8000 főnyi spanyol katonaság szállt partra a Habsburg Birodalomhoz tartozó Szardínia szigetén. A birodalom későn reagált, hisz a Habsburg hadak zöme az észak-balkáni harcokban volt lekötve, és Savoyai Jenő herceg, a bécsi Haditanács elnöke el akarta kerülni egy súlyosabb itáliai háború kitörését. Csupán a Habsburg kézben lévő Nápolyi Királyság haderejét erősítette meg, mert úgy ítélte, a spanyol offenzíva Nápolyt is fenyegetheti.
Bécsben óriási felháborodás fogadta a spanyol hadba lépést. Azt hangoztatták, hogy V. Fülöp a török kezére játszik, amikor hátba támadta a keresztény ügyért harcoló császári hadakat. Bár V. Fülöp Isztambulba küldte a követeit (kapcsolatba lépve Rákóczi bujdosóival is), a Habsburg Birodalom szerencséjére a spanyol–török összefogás elmaradt.
A Szardínia elleni spanyol támadás kényszerhelyzetbe hozta Bécset. A hármas szövetség tagjai igyekeztek békekötésre bírni az oszmánokat és az ellenük harcoló államokat, hogy a Habsburg Birodalom minél előbb átcsoportosíthassa haderejét az itáliai hadszíntérre. Ennek érdekében brit és holland diplomaták érkeztek az Oszmán Birodalomba, hogy közvetítsenek a Porta és a Habsburgok között.

## Békekötés
A pozsareváci béke (németül: Friede von Passarowitz) 1718. július 21-én, Pozsarevácon köttetett meg a Habsburg Birodalom, a Velencei Köztársaság és az Oszmán Birodalom között. A törökök lemondtak a Temesi Bánságról, Szerbia és Bosznia északi részéről, Havasalföld nyugati feléről a Habsburg Birodalom javára, de megszerezték Velencétől annak peloponnészoszi birtokait. E békeszerződés után kezdődött a Temesi bánság betelepítése német telepesekkel.
A béketárgyaláson a Magyar Királyság nevében III. Károly király küldöttei jártak el. Ugyan a magyar rendek báró Sándor Gáspár személyében követet delegáltak a törökökkel való tárgyalás céljából, azonban a bécsi kormányzat (a karlócai békekötést precedensként felhasználva) az összbirodalom nevében tárgyalt.
Nem teljesült az a Habsburg követelés, hogy a török porta szolgáltassa ki „kellő büntetésük végett” Rákóczit, Bercsényit, Forgách Simont és Esterházy Antalt. Rákóczi és hívei az Oszmán Birodalomban maradhattak. A szultán a bujdosó Rákóczit és híveit a Márvány-tenger partján fekvő Rodostóban telepítette le.
Az egykori kuruc vezető, Károlyi Sándor a pozsareváci békekötés után így fogalmazott: „Isten Ő Szent Felsége az török hitetlenül felindult háborújának végét szakasztotta, dicsőséges Szent Koronánknak egész Magyarországot és Erdélyt úgy annyira egészében visszaadta, hogy csak egy tenyérnyit is a pogánynak benne bírni nem hagyott.” Nyilvánvalóvá vált, hogy hatalmas török hadak továbbra is jelentős erőt képviselnek, a déli nagyhatalmat aligha sikerült volna legyőzni a Habsburgok segítsége nélkül. A békekötést követő időszak lehetővé tette, hogy a pragmatica sanctio által a Habsburg uralom megszilárdulhasson a Magyar Királyságban.